# Lat Kūmeh
Lat Kūmeh (persiska: لَت كُهنِه, لت كومه) är en ort i Iran.   Den ligger i provinsen Mazandaran, i den norra delen av landet, 250 km öster om huvudstaden Teheran. Lat Kūmeh ligger 1 225 meter över havet och antalet invånare är 189.
Terrängen runt Lat Kūmeh är kuperad söderut, men norrut är den bergig. Runt Lat Kūmeh är det ganska tätbefolkat, med 90 invånare per kvadratkilometer. Närmaste större samhälle är Bandar-e Gaz, 17,0 km norr om Lat Kūmeh. Trakten runt Lat Kūmeh består i huvudsak av gräsmarker.